# John Edward Carew

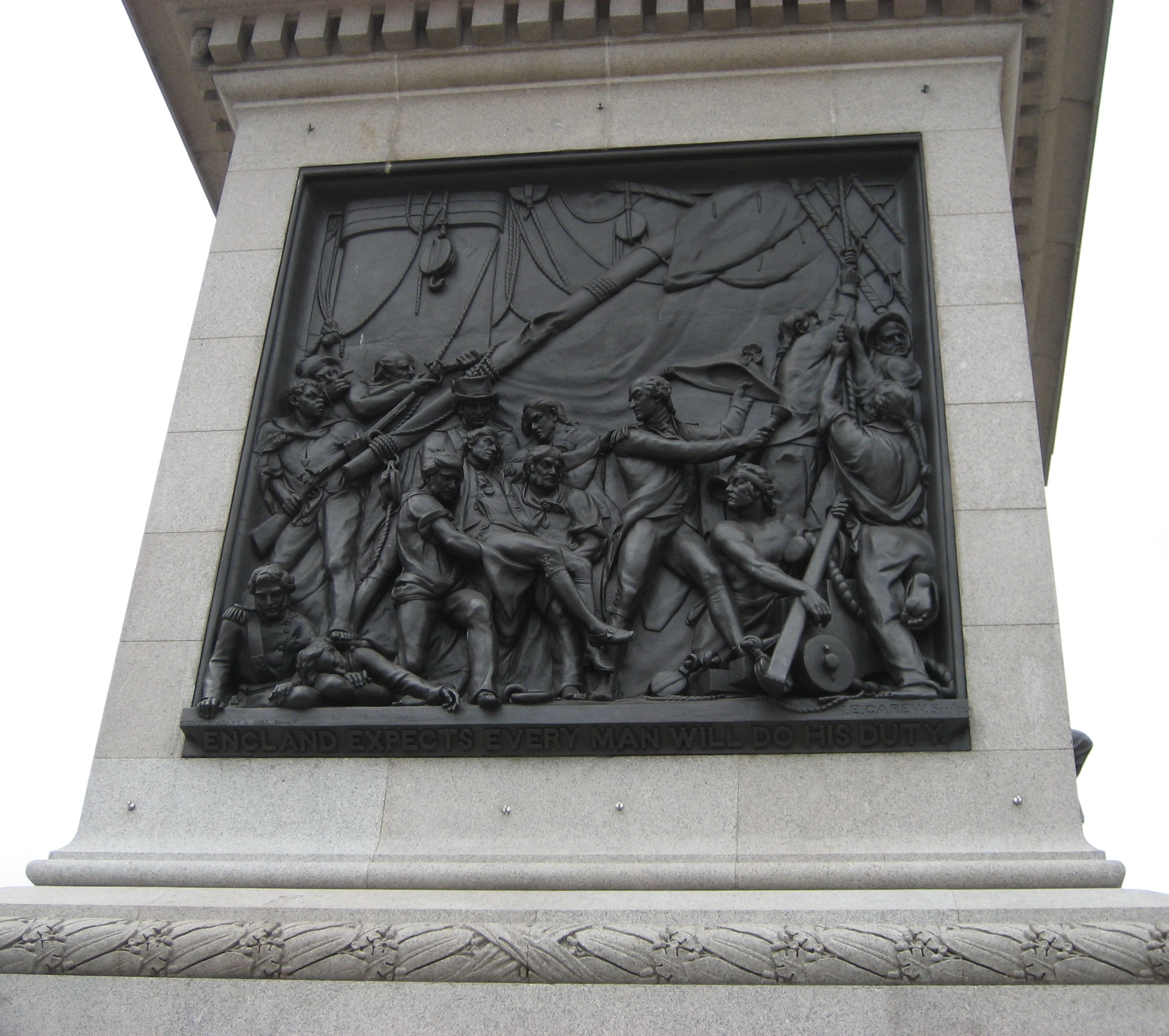
Sockeln till lord Nelsons staty på Trafalgar Square, dekorerad av John Edward Carew.

John Edward Carew, född 1785 på Irland, död den 1 december 1868, var en brittisk skulptör.
John Edward Carew, som var elev till den äldre Westmacott, vann ett namn särskilt genom marmorstatyn Arethusa (1840), Falkjägaren och minnesmärket över skådespelaren Kean som Hamlet (betraktande Yoricks skalle) i Westminster Abbey. En del av hans verk finns på lord Egremonts slott Petworth. Han var sysselsatt med beställningar från denne rike välgörare under lång tid, 1823–1837.